# Theatrhythm Final Fantasy
Theatrhythm Final Fantasy ( シア ト リズム ファイナル ファンタジー?, Shiatorizumu Fainaru Fantajī) è un videogioco della serie Final Fantasy sviluppato da Indieszero e pubblicato da Square Enix nel 2012 per Nintendo 3DS e iOS. Si tratta di un videogioco musicale con elementi RPG (sviluppo dei personaggi, battaglie contro nemici/boss) ambientato negli episodi principali della serie Final Fantasy, da cui sono anche tratti i brani della colonna sonora, i filmati, i personaggi utilizzabili e i nemici da affrontare. Il gioco è un tributo alla serie, che nel 2012 festeggia i 25 anni dal primo episodio per NES.

## Trama
Il gioco segue le vicende della divinità del Chaos e Cosmos, una trama simile a Dissidia Final Fantasy per PlayStation Portable. Lo spazio tra i due si chiama ritmo, che dà vita ad un cristallo che controlla la musica. Chaos fa sì che il cristallo interrompa la sua normale melodia, e l'unico modo per riportarlo alla normalità è di aumentare un'onda musicale conosciuto come "Rizpo".
Gli scenari si alternano tra i diversi luoghi della serie di Final Fantasy.

## Modalità di gioco
Theatrhythm Final Fantasy è un rhythm game in cui il giocatore è tenuto a toccare il touch screen a tempo di musica tenendo conto delle indicazioni sullo schermo superiore. Maggiore è la precisione e il tempismo con cui il giocatore esegue la nota, maggiore è il punteggio ottenuto. Ogni volta che il giocatore commette un errore, la barra degli HP scende (come quando si viene colpiti da un nemico in un RPG) e quando arriva a 0 è Game Over.
In ogni partita il giocatore sceglie un party di quattro personaggi tratti dai vari capitoli di Final Fantasy, ai quali può assegnare delle abilità per facilitare il superamento del livello (come aumentare gli HP, diminuire i danni subiti, ripristinare gli HP persi)o ottenere bonus particolari (aumentare il danno inflitto ai nemici, evocare magie). I personaggi alla fine del brano ottengono punti esperienza, aumentando di livello e ottenendo nuove abilità, come in un classico RPG. Completando gli stage si ottengono anche dei punti "Rythmia", che servono a sbloccare nuovi brani, oggetti, stage o filmati.
Il gioco è diviso in tre modalità principali.
Modalità "Series"
Questa è la modalità principale del gioco. Il giocatore può scegliere uno qualsiasi dei tredici episodi principali della serie (dal primo al tredicesimo) e dovrà affrontare in sequenza cinque brani tratti da quel gioco. Il primo e l'ultimo brano corrispondono sempre al brano di apertura e chiusura del gioco di riferimento: si tratta di sequenze "bonus" in cui non si subiscono danni e bisogna semplicemente toccare il touch screen nel momento esatto in cui la nota nello schermo superiore entra nel cristallo. Queste sequenze permettono solo di guadagnare punti Rythmia e possono essere saltate.
Gli altri tre brani corrispondono ad altrettanti tipi di stage, che a seconda del capitolo possono essere in ordine differente:
- Battle: in questo stage nello schermo superiore viene visualizzata una tipica schermata di battaglia, con i personaggi del giocatori disposti in verticale sulla destra e a sinistra il nemico da affrontare. Di fronte ad ogni personaggio è presente una linea, su cui compaiono le note da "toccare" sullo schermo inferiore nel momento in cui raggiungono i personaggi, un po' come accade in altri giochi musicali (come Guitar Hero).Oltre ai nemici normali, compaiono anche dei boss che, una volta sconfitti, droppano oggetti più rari e utili.A circa metà del brano alcune note hanno un colore blu e eseguendo la sequenza correttamente (tale sequenza viene chiamata "feature Zone") i personaggi vengono sostituiti da una delle famose Summon presenti nei vari capitoli della saga, che eseguirà un attacco particolarmente potente, spesso sconfiggendo il nemico che si trova di fronte.
- Field: in questo stage nello schermo superiore è presente il primo personaggio del party che cammina in un'ambientazione a tema col capitolo della serie da cui è tratto il brano (ad esempio in Final Fantasy VII si vedono sullo sfondo Midgar e la città dei Cetra, in Final Fantasy VIII il Garden di Balamb e Fisherman's Horizon e così via).Maggiore è la precisione con cui vengono colpite le note, maggiore è la velocità con cui il personaggio cammina, mentre sbagliando una nota, oltre a perdere hp, il personaggio inciampa e viene sostituito da quello successivo nel party. In questo stage, completando correttamente la Feature Zone il personaggio viene sostituito da un Chocobo (il colore può variare), che aumenta la velocità per un breve periodo. La distanza percorsa dipende, oltre dalla correttezza dell'esecuzione del brano, anche dal valore del parametro "agilità" del personaggio utilizzato e se viene percorsa una distanza adeguata, alla fine dello stage è presente un personaggio con un forziere contenente un oggetto. Poco prima che finisca il brano è anche possibile che compaia un Moogle a donare un forziere con un oggetto extra.
- Event: in questo stage nello schermo superiore viene mostrata una sequenza di filmati tratti dal capitolo della serie in questione. Per quanto riguarda i capitoli dal 1º al 6 si tratta necessariamente di sequenze di gioco con grafica in-game, mentre per i capitoli dal 7 al 13 vengono mostrate alcune sequenze in CG.Completando la Feature Zone, si ottiene la riproduzione della versione "estesa" del brano, solitamente solo una ventina di secondi in più.

L'esecuzione di ogni nota del brano viene valutata in base al tempismo in cui si è eseguito il comando, con una valutazione per la singola "nota" che può essere "Good", "Great" o "Critical"; il che si riflette direttamente sul punteggio ottenuto. A seconda del punteggio si può ottenere una valutazione tra le seguenti (partendo dalla più bassa): F, E, D, C, B, A, S, SS, SSS, queste ultime due raggiungibili solo giocando senza alcuna abilità attivata e ottenendo lo "stoic bonus" da 2.000.000 di punti.
Nella modalità "Series" il gioco fa una media dei punti ottenuti nei tre brani valutabili per dare una valutazione al capitolo stesso.
Modalità "Challenge"
In questa modalità è possibile eseguire i brani singolarmente, senza seguire l'ordine della modalità "Series". Oltre ai brani di quest'ultima modalità, vengono visualizzati anche i brani extra ottenuti accumulando Rythmia (presentati nella raccolta "Encore"), i brani esclusivi della modalità "Chaos Shrine" e i brani scaricati online.
Modalità "Chaos Shrine"
In questa modalità si affrontano delle sequenze (chiamate "Dark Notes") consistenti di due brani (un field stage e un battle stage) scelti a caso da una rosa di 20 brani disponibili, la maggior parte di essi esclusivi di questa modalità. In base alla performance effettuata nel field Stage, nel battle stage successivo è possibile affrontare uno fra tre boss, ciascuno dei quali può droppare uno fra tre oggetti specifici, tra cui dei cristalli colorati che permettono, una volta ottenuti otto dello stesso colore, di sbloccare i personaggi segreti. Completando una Dark Note per la prima volta ne viene sbloccata una nuova, la cui difficoltà è bilanciata rispetto al livello dei personaggi appena utilizzati.
Questa è la modalità in cui gli elementi RPG del gioco hanno maggiore importanza, in quanto lo scopo principale non è semplicemente completare la sequenza del brano correttamente, ma sconfiggere i boss utilizzando correttamente le abilità dei personaggi.

## Personaggi
Personaggi principali
- Guerriero della Luce - Final Fantasy
- Firion - Final Fantasy II
- Cavalier Cipolla (Luneth) - Final Fantasy III
- Cecil Harvey (versione paladino) - Final Fantasy IV
- Bartz Klauser - Final Fantasy V
- Terra Branford - Final Fantasy VI
- Cloud Strife - Final Fantasy VII
- Squall Leonhart - Final Fantasy VIII
- Gidan - Final Fantasy IX
- Tidus - Final Fantasy X
- Shantotto - Final Fantasy XI
- Vaan - Final Fantasy XII
- Lightning (Claire Farron) - Final Fantasy XIII

Personaggi secondari
- Sarah - Final Fantasy
- Minwu - Final Fantasy II
- Cid - Final Fantasy III
- Rydia (bambina) - Final Fantasy IV
- Cain - Final Fantasy IV
- Faris - Final Fantasy V
- Lock - Final Fantasy VI
- Aerith Gainsborough - Final Fantasy VII
- Sephiroth - Final Fantasy VII
- Seifer Almasy - Final Fantasy VIII
- Vivi Orunitia - Final Fantasy IX
- Yuna - Final Fantasy X
- Prishe - Final Fantasy XI
- Ashe - Final Fantasy XII
- Snow - Final Fantasy XIII
- Cosmos - Dissidia Final Fantasy

Personaggi di Supporto
- Chocobo
- Moguri

Mostri
- Caos - Dissidia Final Fantasy
- Shadow Lord - Final Fantasy XI
- Sefer Sephiroth - Final Fantasy VII
- Seymour - Final Fantasy X
- Hilghygas - Final Fantasy XI
- Scarmiglione - Final Fantasy IV
- Ultima Weapon - Final Fantasy VII
- Ozma - Final Fantasy IX
- Xande - Final Fantasy III
- Sintesi Jenova - Final Fantasy VII
- Amina - Final Fantasy X
- Cagnazzo - Final Fantasy IV
- Soldato Esthar - Final Fantasy VIII
- Omega - Final Fantasy V
- Shinryu - Final Fantasy
- Cavaliere Nero - Final Fantasy II
- Assalitore Manasvin - Final Fantasy XIII
- Koyokoyo - Final Fantasy VIII
- Kefka - Final Fantasy VI
- Gilgamesh - Dissidia Final Fantasy
- Gigante - Final Fantasy VI
- Adamanthart - Final Fantasy XIII
- Behemoth
- Drago Verde - Final Fantasy II
- Hilghygas di Ferro
- Ultros - Final Fantasy VI
- Giudice - Final Fantasy XII
- Agente Psicom - Final Fantasy XIII
- Rubicante - Final Fantasy IV
- Sguardo Letale - Final Fantasy
- Piros
- Hein - Final Fantasy III
- Giara Magica - Final Fantasy VII
- Bangaa - Final Fantasy XII
- Enkidu - Final Fantasy V
- Barbariccia - Final Fantasy IV
- Walzer - Final Fantasy IX
- Gesper - Final Fantasy VIII
- Molboro - Final Fantasy IV
- Mandragole - Final Fantasy XII
- Budino
- Alyman - Final Fantasy
- Kyactus
- Tomberry
- Goblin (versione Final Fantasy XII) - Final Fantasy XII
- Goblin (versione Final Fantasy II) - Final Fantasy II

## Colonna sonora
Il gioco include oltre 70 brani. Vi sono almeno cinque brani per ciascuno dei tredici capitoli principali della serie, corrispondenti ai brani di apertura e chiusura del gioco, un "Event", un "Battle Theme" e un "Field Theme", più alcuni brani extra che vengono sbloccati nella modalità "Chaos Shrine" oppure nella modalità "Challenge" ottenendo un certo numero di punti Rythmia.
I menù di gioco sono accompagnati da riarrangiamenti di brani provenienti dai passati capitoli della serie.
Oltre ai brani presenti nel gioco è possibile acquistare online una cinquantina di brani al prezzo di 1 euro ciascuno, acquistabili presso un apposito negozio online accessibile dalla schermata principale del gioco.
La versione iOS è gratuita, ma contiene solo i brani One Winged Angel (Final Fantasy VII) e Zanarkand (Final Fantasy X). Tutti gli altri brani devono essere acquistati separatamente, alcuni singolarmente, altri in bundle contenenti due brani.

## Sviluppo
Il marchio "Theatrhythm" è stato presentato verso la fine dell'E3 2011 da Square Enix. Theatrhythm Final Fantasy è stato annunciato ufficialmente per l'uscita esclusivamente sulla console portatile Nintendo 3DS in un'edizione del settimanale Weekly Shōnen Jump. Square Enix ha creato un sito ufficiale per la promozione del gioco. Le prime voci indicavano che Theatrhythm Final Fantasy sarebbe stato sviluppato da Jupiter Corporation, tuttavia è stato successivamente confermato sul sito ufficiale che sarebbe stato sviluppato dalla Indieszero, che ha sviluppato giochi per Nintendo come Retro Game Challenge e Electroplankton.
I character design sono stati progettati da un artista nascosto dietro lo pseudonimo di Monster Octopus, che progettò anche gli avatar di Kingdom Hearts che si trovano in Kingdom Hearts Mobile.

## Accoglienza
Nella prima settimana di vendita il gioco ha venduto 70 000 copie in Giappone. In un mese, all'11 marzo 2012, il gioco ha venduto 112 344 copie in Giappone. A marzo 2012, il gioco ha venduto in tutto 133 245 copie in Giappone.